# Anuga rubristigma
Anuga rubristigma är en fjärilsart som beskrevs av W. Warren 1914. Anuga rubristigma ingår i släktet Anuga och familjen nattflyn. Inga underarter finns listade i Catalogue of Life.